# Кристоф I (маркграф Бадена)
Кристоф I Баденский (нем. Christoph I. von Baden, 13 ноября 1453 — 19 марта 1527) — маркграф Бадена с 1475 по 1515 годы. В 1503 году он унаследовал владения маркграфов Хахберг-Заузенберга — пресекшейся побочной линии Баденского дома, и смог тем самым на короткое время объединить земли Бадена.

## Биография
Кристоф I был сыном Карла I и Екатерины Австрийской, сестры императора Фридриха III, и получил всеобъемлющее дворянское образование в Шпайере и во Фрайбурге. С мая по ноябрь 1486 он вместе с Эберхардом Вюртембергским совершил паломничество к Гробу Господня, где совместно с 24 другими молодыми дворянами 12 июля был посвящён в рыцарское достоинство.
Начав править в 1475 году совместно со своим братом Альбрехтом, он вскоре взял бразды управления полностью в свои руки после того, как Альбрехт, получив в наследство графство Хахберг, отказался от своих прав в пользу выплаты денежного довольствия.
Предопределённая его происхождением близость к Габсбургам сопровождала всё его правление: уже в 1474 году он принял участие в Бургундских войнах против Карла Смелого. Под началом Максимилиана I он проявил себя в качестве смелого и успешного военачальника, прежде всего в ходе кампании в Нидерландах. В благодарность Кристоф I был назначен штатгальтером Люксембурга, и в 1479 году получил во владение Узельдинген. В 1491 году в Мехелене он был принят в члены эксклюзивного Ордена Золотого руна. Несколько позднее, в 1492 году он смог приобрести Родемахерн и Хесперинген, прежний владелец которых Герхарт фон Родемахерн сражался на стороне французского короля, и был лишён своих владений.
Заботясь о сохранении земского мира и добрососедских отношений с Вюртембергом и имперскими городами Страсбург и Вайль, он в 1489 году вступил в Швабский союз, под защитой которого он посвятил себя консолидации власти в своих владениях.
31 августа 1490 года он заключил с маркграфом Хахберг-Заузенберга Филиппом так называемую «Рёттельнскую сделку», основным содержанием которой было объединение баденских земель путём бракосочетания единственной и наследной дочери Филиппа Хахбергского Иоанны с сыном Кристофа Филиппом. Уже в 1490—1493 годах текущее управление Хахберг-Заузенбергом было передано Кристофу Баденскому. Хотя запланированный брачный союз из-за давления французского короля не состоялся, после смерти Филиппа Хахбергского в 1503 году владения Рёттельн, Заузенбург и Баденвайлер отошли Кристофу, который почти сразу же занял их, утвердив свои претензии.
Ослабленный физически и духовно, в 1515 году Кристоф I был вынужден уступить правление маркграфством своим сыновьям Бернхарду, Филиппу и Эрнсту, и в следующем 1516 году был передан под их совместную опеку. В 1527 году он скончался в состоянии полного умственного помрачения и был похоронен в коллегиальной церкви Бадена.
Желание Кристофа I утвердить своим единственным наследником сына Филиппа не было соблюдено, и после смерти последнего в 1533—1535 годах маркграфство Баден было разделено между братьями Бернхардом и Эрнстом на Баден-Баден и Баден-Дурлах соответственно.

## Семья
30 января 1469 года в Кобленце Кристоф Баденский заключил брачный союз с Оттилией фон Катценельнбоген — племянницей графа Филиппа фон Катценельнбогена (1402—1479). Дети:
- Оттилия (1470—1490), аббатиса в Пфорцхайме
- Якоб (1471—1511), архиепископ Трира (с 1503 года)
- Мария (1473—1519), аббатиса монастыря Лихтенталь (Баден-Баден)
- Бернхард (1474—1536), первый маркграф Баден-Бадена (с 1533 года)
- Карл (1476—1510), каноник в Страсбурге и в Трире
- Кристоф (1477—1508), каноник в Страсбурге и в Кёльне
- Филипп (1479—1533), маркграф Бадена (с 1515 года)
- Рудольф (1481—1532), каноник в Майнце, Кёльне, Страсбурге и в Аугсбурге
- Эрнст (1482—1553), первый маркграф Баден-Дурлаха (с 1533 года)
- Вольфганг (1484—1522)
- Сибилла (1485—1518), позднее жена Филиппа III Ганау-Лихтенбергского
- Розине (1487—1554), в первом браке замужем за Францем Вольфгангом фон Гогенцоллерн-Хайгерлохом (с 1503 года), во втором — за Иоганном фон Ов цу Вахендорфом
- Иоганн (ум. 1490)
- Беатриса (1492—1535), позднее жена Иоганна II фон Пфальц-Зиммерна (с 1508 года)
- Георг (1493—1493)